# یاگوته
یاگوته (به لاتین: Jagoty) یک روستا در لهستان است که در گمینا لیزبارک وارمینگسکی واقع شده‌است.